# Туристський шлях
Туристський шлях — дороги, стежки, водойми тощо, які використовують для туристичних мандрівок (активного туризму) за певним маршрутом. Вони можуть бути сухопутними (наземними, підземними), водними (підводними), повітряними.
Туристські шляхи прокладають територіями, що мають привабливі з погляду природної, історичної, культурної, етнографічної, соціальної цінності туристичні об'єкти та сприятливі екологічні і санітарно-епідеміологічні умови.
З метою забезпечення безпеки туристів під час здійснення ними туристичних походів проводять маркування туристських шляхів, призначених для здійснення подорожей з активним способом пересування: пішим, велосипедним, лижним, кінним та водним з застосуванням малих плавзасобів

## Туристські шляхи за довжиною та територією охоплення поділяють на
- Міжнародні, що проходять територією декількох країн розробляють під егідою міжнародних туристичних організацій або за домовленістю туристичних організацій декількох сусідніх країн. Вони мають включати визначні туристичні атракції України.
- Національні, що проходять територією декількох областей України та з’єднують різні географічні утворення, великі транспортні пункти і туристичні об'єкти найкоротшим способом.
- Міжрегіональні, що проходять територіями суміжних областей та охоплюють туристичні і/або географічні об'єкти в межах одного географічного утворення.
- Регіональні, що проходять в межах однієї області та мають включати найцікавіші туристичні об'єкти на території окремого регіону, у тому числі не дуже відомі, розподіляти туристичні потоки, враховуючи соціальні, екологічні, історичні та інші особливості розвитку регіону.
- Місцеві (екскурсійні), які прокладають в окремих туристичнорекреаційних зонах, населених пунктах, природних парках, заповідниках тощо. Розраховані на нетривалу подорож в межах одного дня, можуть починатись і закінчуватися в одному місці.

## Галерея

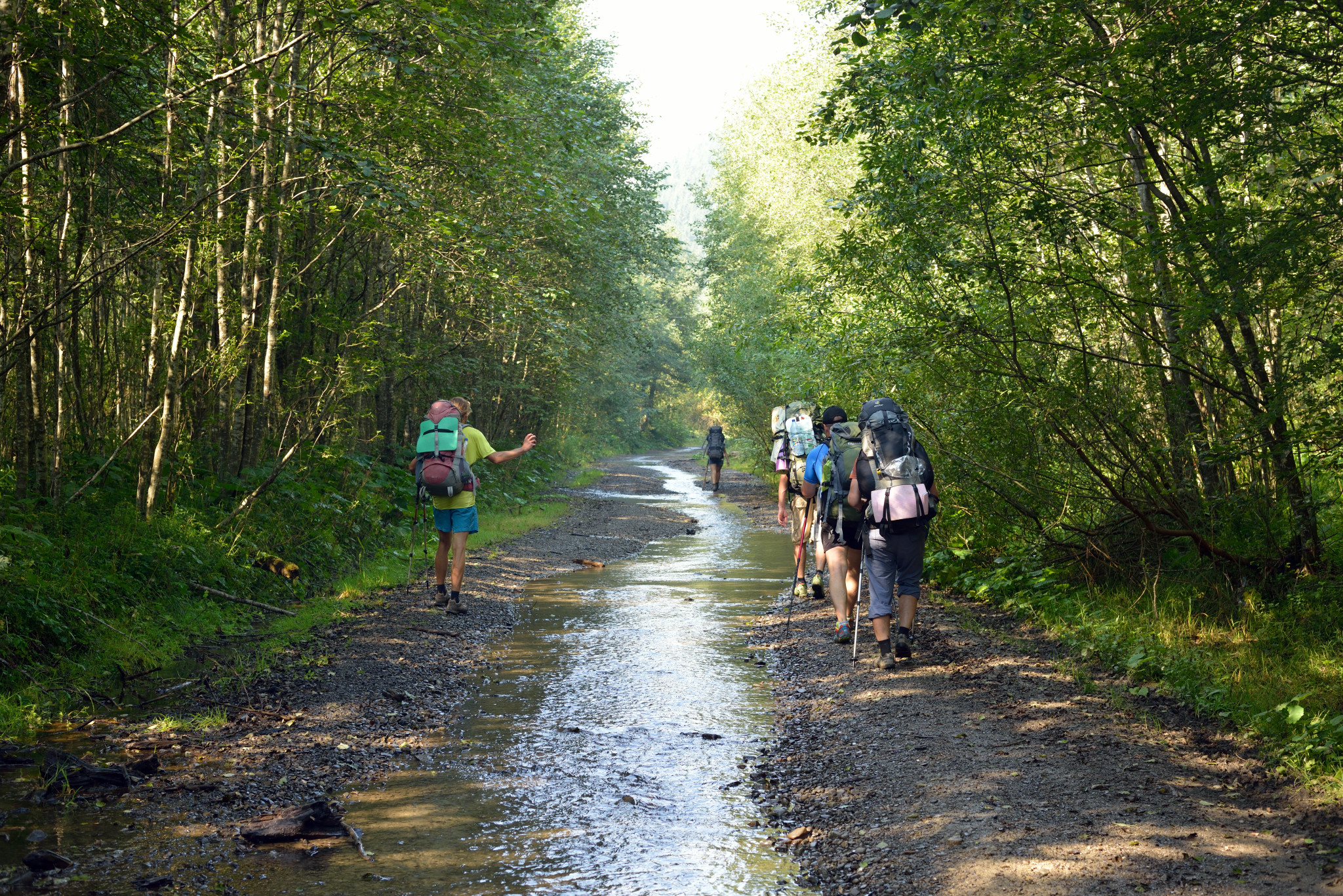
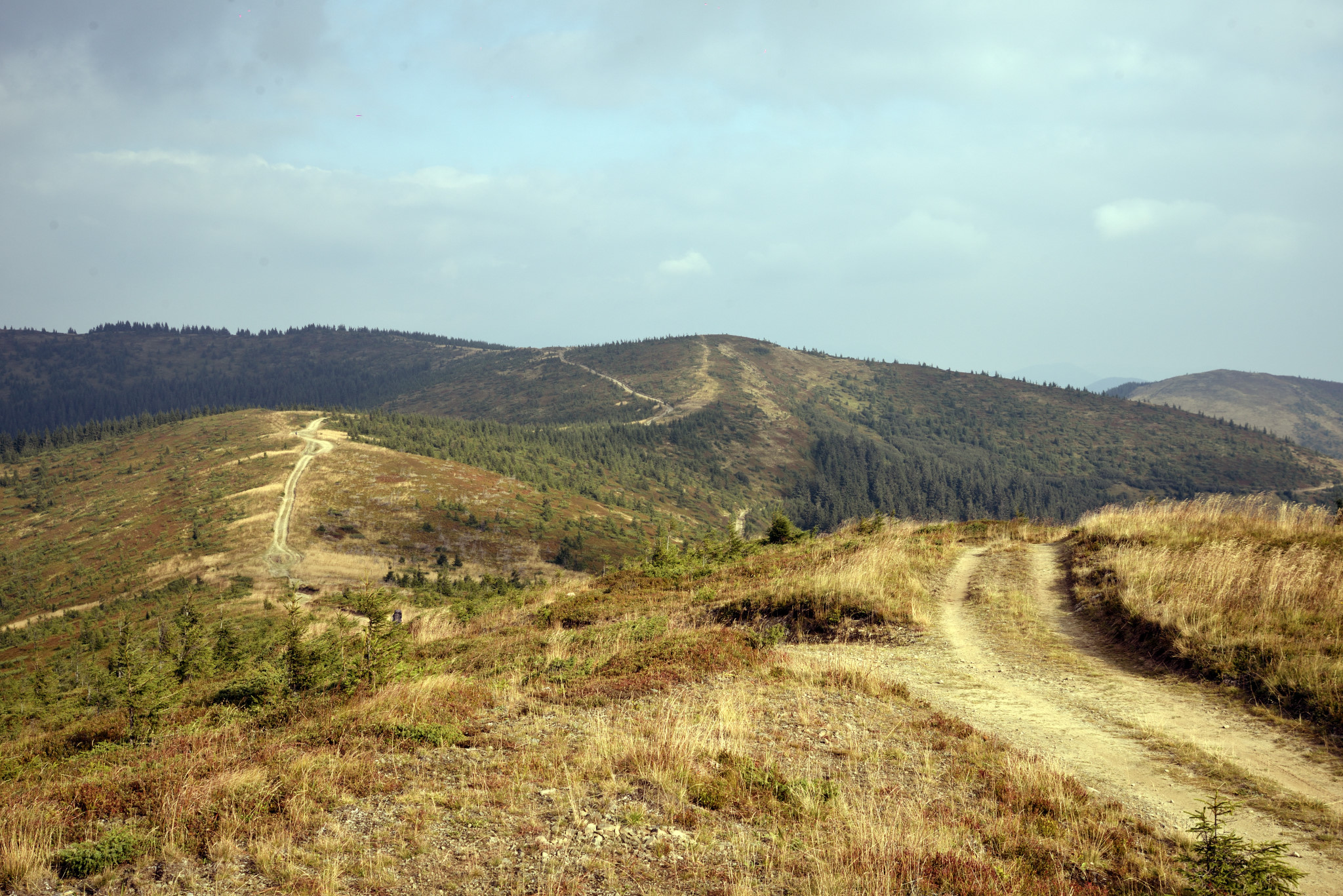
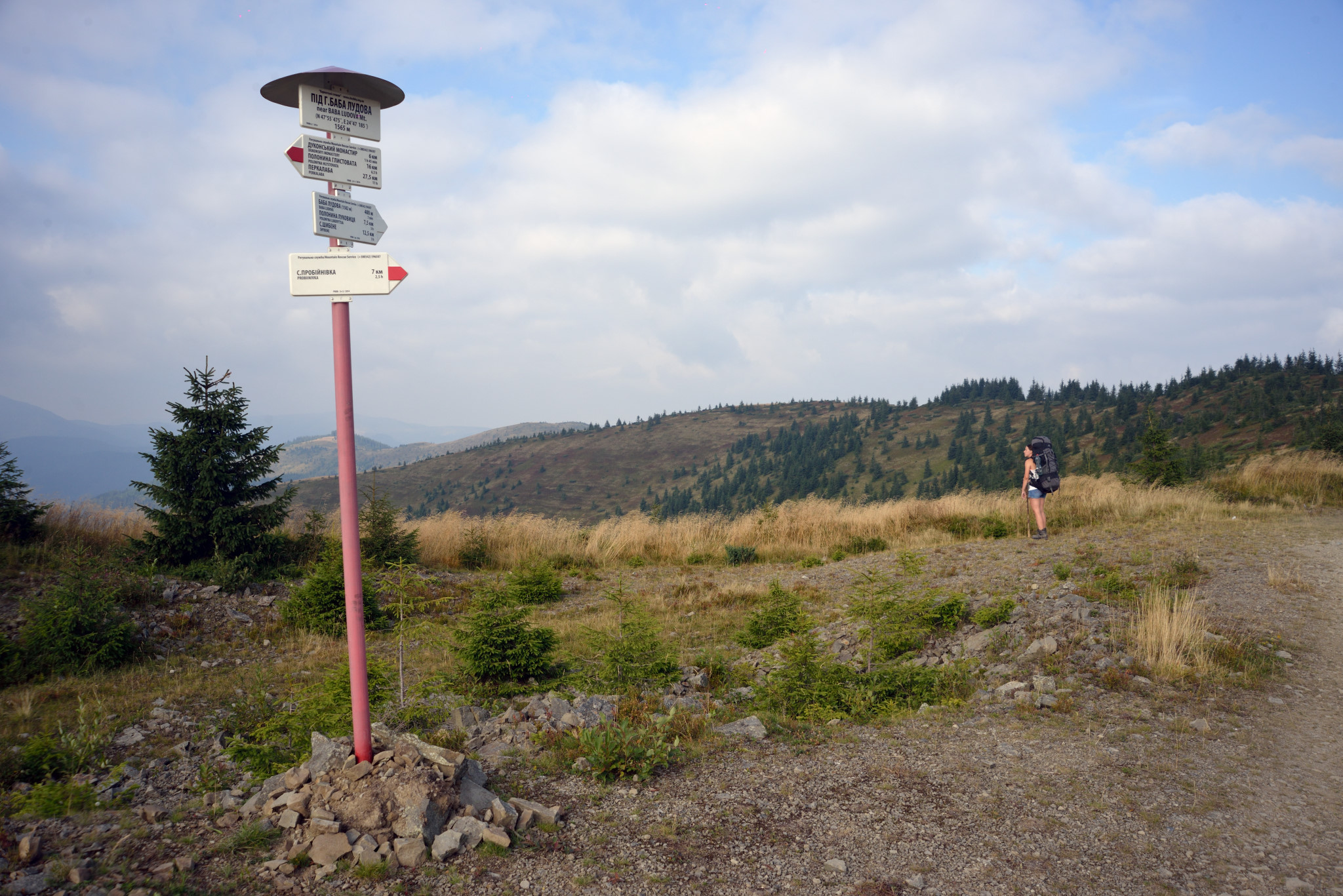
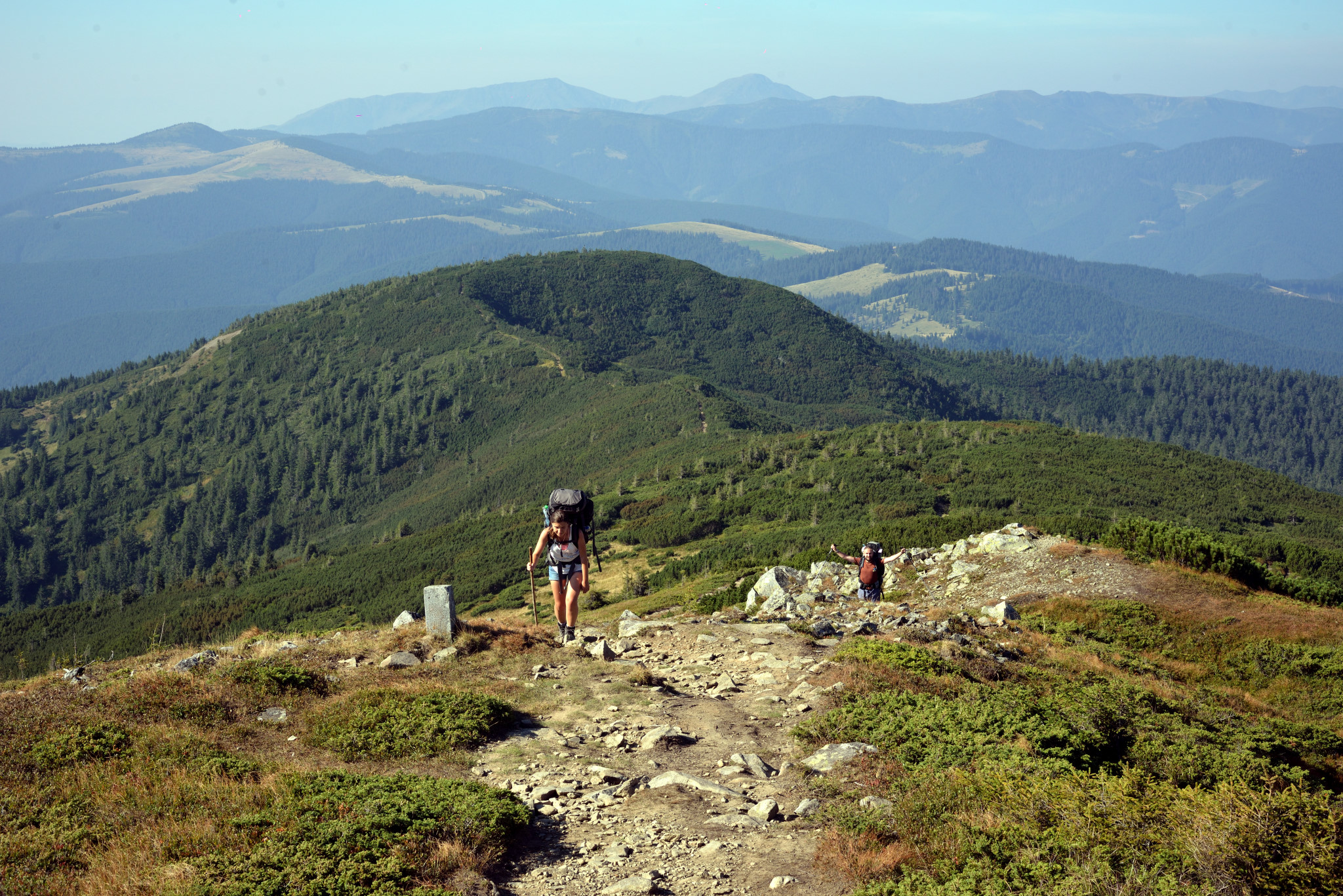
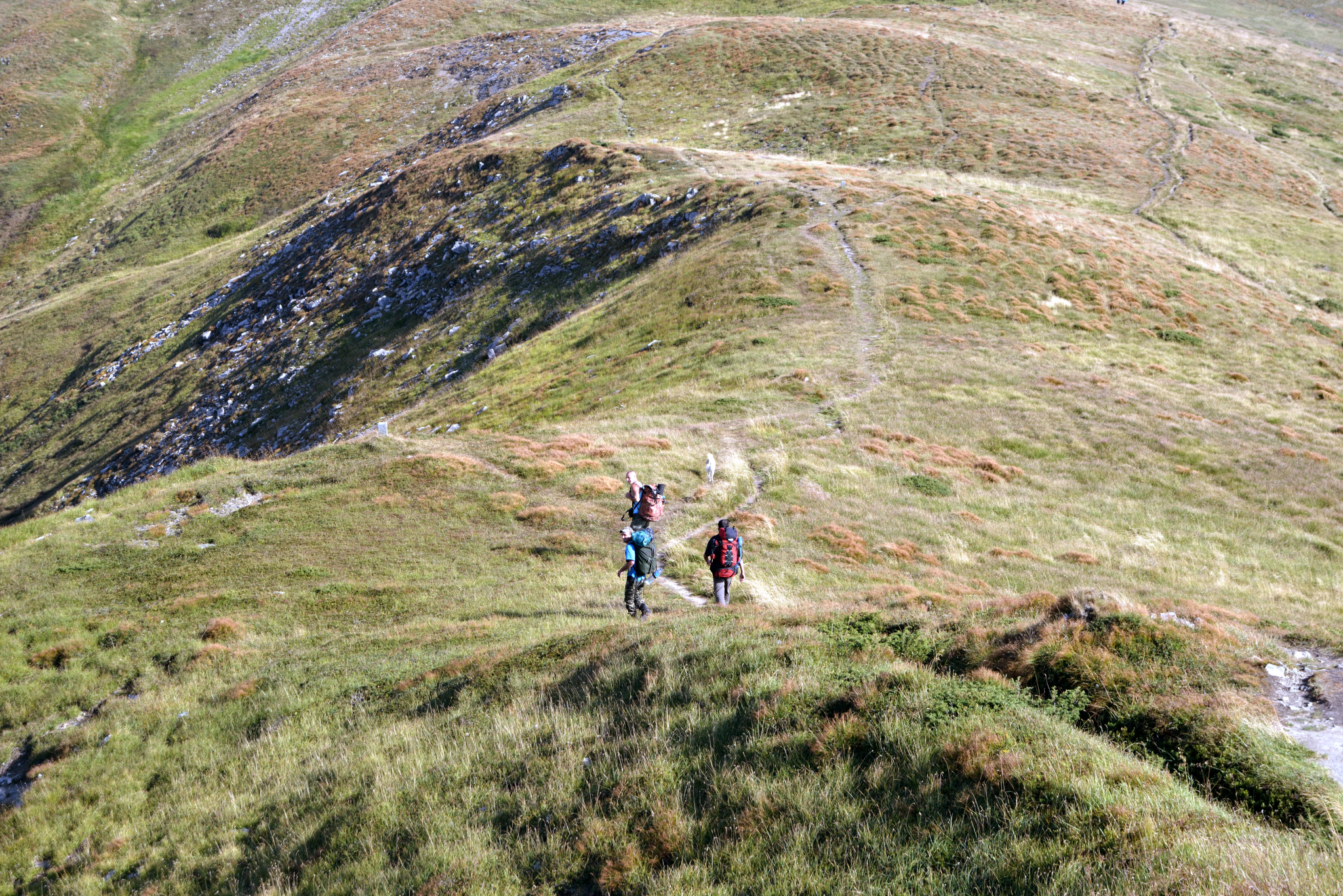